# Alterosa
Alterosa este un oraș din unitatea federativă Minas Gerais, Brazilia.